# Achraf Dari
Pour les articles homonymes, voir Dari (homonymie).
Achraf Dari (en arabe : أشرف داري) (en berbère : ⴰⵛⵔⴰⴼ ⴷⴰⵔⵉ) né le 6 mai 1999 à Casablanca (Maroc), est un footballeur international marocain jouant au poste de défenseur central à Al Ahly SC.
Formé au Wydad Athletic Club, il fait ses débuts en 2017 et remporte le championnat à trois reprises. En 2022, il est finaliste de la Coupe du Maroc, remporte la Ligue des champions et reçoit le prix du meilleur défenseur du continent africain. Il est récompensé par un transfère au Stade brestois 29.
Après avoir honoré plusieurs sélections en équipe du Maroc -16 ans et 17 ans entre 2015 et 2016, il prend part et remporte les Jeux de la Francophonie en 2017. En 2021, il participe à la Coupe arabe de la FIFA sous Houcine Ammouta. En 2022, il fait ses débuts en équipe première du Maroc sous Vahid Halilhodžić et participe à la Coupe du monde 2022.

## Biographie

### En club

#### Formation au Wydad AC (2007-2022)
Le 13 juillet 2007, à l'âge de huit ans, il intègre l'académie du Wydad AC et y évolue pendant une décennie. Lorsqu'il est âgé de dix-sept ans, au début de 2017, il rejoint régulièrement l'effectif professionnel en plein milieu de la saison 2016-2017 pour participer aux entraînements sous Houcine Ammouta au Stade Mohammed-V de Casablanca.
Le 28 mai 2017, il dispute son premier match professionnel en étant titularisé face au Kawkab Marrakech au Grand stade de Marrakech (victoire, 2-3). Ce match est le seul match joué d'Achraf Dari avec l'effectif professionnel, qui termine la saison en tant que champion du Maroc, avec sept points d'avance sur le Difaâ Hassani d'El Jadida. Lors de la saison 2017-2018, il dispute seulement trois matchs, délivrant notamment une passe décisive. Son club termine la saison vice-champion de la Botola Pro.

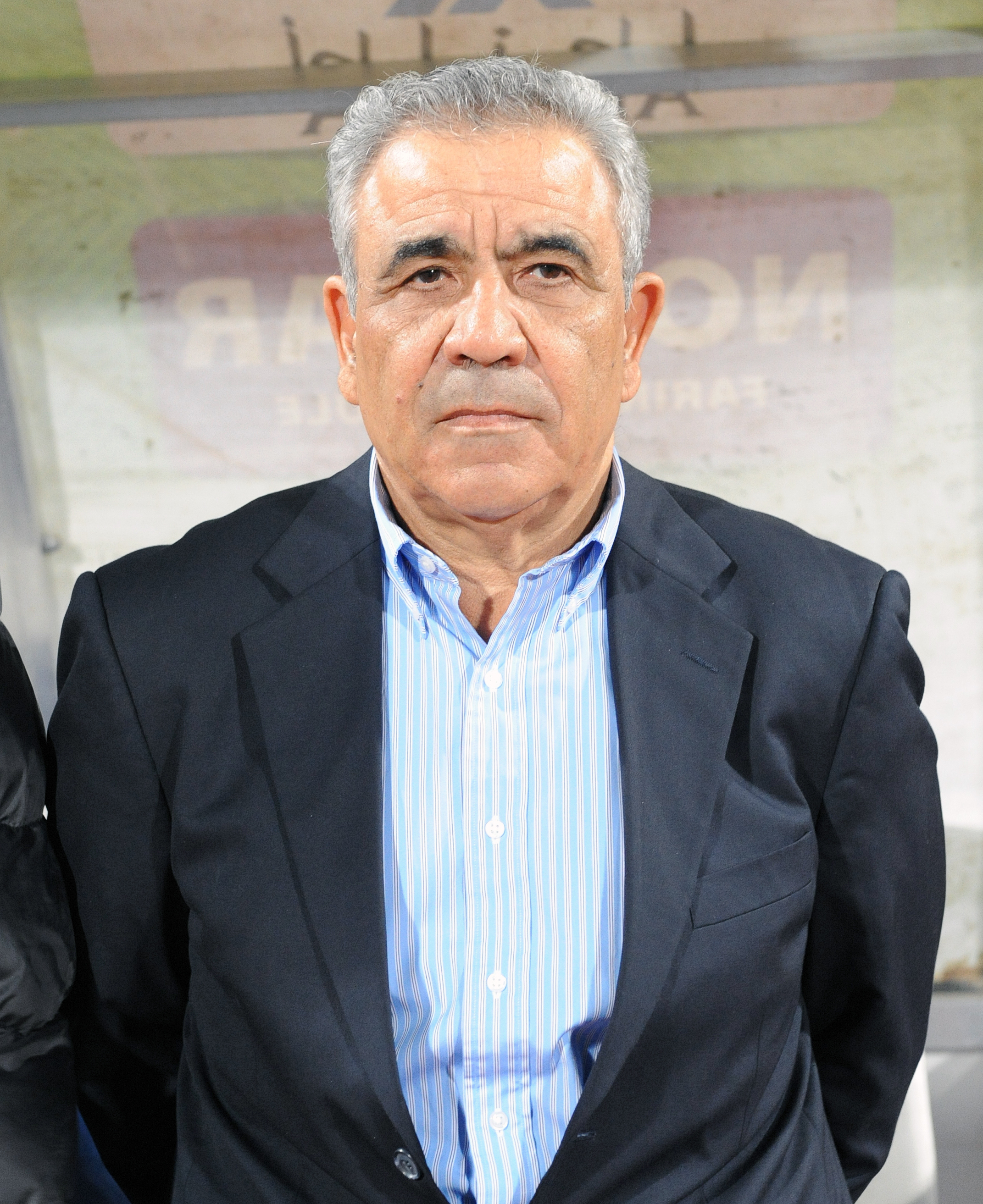
Dari s'impose au Wydad AC sous Faouzi Benzarti (ici en 2014).

Lors de la saison 2018-2019, Achraf Dari gagne la confiance du nouvel entraîneur tunisien Faouzi Benzarti qui semble séduit par sa rapidité et son sens de l’anticipation grâce aux conseilles du sélectionneur du Maroc en catégories de jeunes, Mark Wotte. Achraf Dari hérite du no 3. Le 2 décembre 2018, il inscrit son premier but professionnel face au Moghreb de Tetouan (match nul, 1-1). En janvier 2019, la valeur du joueur passe de 100 000 € à 600 000 €. Il prend ainsi part à la Ligue des champions, étant titularisé le 11 janvier 2019 face à l'ASEC Mimosas (victoire, 5-2). Achraf Dari devient indispensable dans l'effectif du Wydad et enchaîne les bonnes prestations en Ligue des champions. Il termine la saison en étant sacré champion du Maroc avec à la clé 26 matchs et trois buts inscrits. En Ligue des champions, il dispute 13 matchs ainsi que 5 matchs en Coupe du Maroc.
Le 6 octobre 2019, il dispute le premier match de la saison 2019-2020 sous le nouvel entraîneur Zoran Manojlović en étant titularisé face au Difaâ Hassani d'El Jadida (victoire, 0-1). Le 22 décembre 2019, il est victime d’une rupture du ligament croisé du genou gauche après un contact avec le milieu de terrain Fabrice Ngoma contre le Raja de Casablanca lors du derby casablancais. Cette blessure l’éloignera des terrains jusqu’à la fin de la saison 2019-2020. Il aura disputé seulement neuf matchs en championnat et six matchs en Ligue des champions. Cependant, il ne rate pas beaucoup de matchs à la suite de l'arrêt du championnat marocain à cause de la pandémie de Covid-19.
Lors de la saison 2020-2021, Achraf Dari fait son grand retour sur le terrain après une absence d'environ un an, à l'occasion de la première journée du championnat, le 6 décembre 2020 face au Youssoufia Berrechid (victoire, 2-0). Il arrive au sein d'un effectif renforcé par plusieurs recrutements, notamment celui de l'international marocain Ayoub El Kaabi, mais également celui du nouvel entraîneur, Faouzi Benzarti qui fait son retour dans le club wydadi. Le 16 février 2021, il inscrit son premier but de la saison face au Fath Union Sports (victoire, 3-2). Le 21 mars 2021, il inscrit son premier but personnel dans le derby de Casablanca et son deuxième but de la saison face au Raja Casablanca sur le score de 2-0 et permet à son équipe de prendre la tête du championnat. Il comptabilise 26 matchs en Botola Pro, finissant par remporter le championnat marocain avec huit points d'avance sur le Raja Casablanca.
Le 12 septembre 2021, il dispute son premier match de la saison 2021-2022 face à l'IR Tanger (victoire, 2-0). Il dispute une nouvelle saison au sein d'une équipe composée de plusieurs nouveaux internationaux marocains, notamment Yahya Jabrane, Ayoub El Amloud, Yahya Attiatallah ou encore Walid El Karti. Le 24 octobre 2021, il inscrit son premier but de la saison à l'occasion d'un match de Ligue des champions face à Hearts of Oak SC (victoire, 6-1). Le 19 novembre 2021, il inscrit son premier but de la saison en championnat contre la JS Soualem (victoire, 3-4). En 2022, il remporte à nouveau le championnat du Maroc. Après le sacre de champion du Maroc, son père apparaît au micro de la presse marocaine en déclarant : « Je félicite mon fils et le club. J'espère qu'il pourra rendre fier le Wydad et le football marocain en général. ». En fin de saison, le Wydad AC refuse une offre d'un million d'euros des Girondins de Bordeaux pour le transfert d'Achraf Dari. Joueur important en Ligue des champions, il inscrit un but face au Sagrada Esperança et l'Atlético Petróleos de Luanda et se qualifie également en finale de la compétition. Le 30 mai 2022, il est le prince de la soirée contre Al-Ahly SC en finale de la Ligue des champions et remporte la compétition grâce à une victoire de 2-0 au Stade Mohammed-V,,,. Aux CAF Awards, il se rend à la cérémonie à l'occasion de sa nomination pour le prix du joueur interclubs de l'année aux côtés d'Aliou Dieng et Mohamed El-Shenawy.

#### Stade brestois (depuis 2022)
Le 29 juillet 2022, il arrive à Brest pour une signature de quatre saisons au Stade brestois 29 en échange d'une somme de 2,7 millions d'euros. Un bras de fer avait lieu entre le club brestois et Angers SCO pour la signature du défenseur. Achraf Dari hérite du no 4 sous les commandes de l'entraîneur Michel Der Zakarian. Il explique plus tard, lors de sa première conférence de presse au club, avoir pris cette décision de rejoindre le Stade brestois pour s'améliorer mais également pour augmenter ses chances de prendre part à la Coupe du monde 2022 avec la sélection marocaine.
Un jour plus tard, il dispute sa première rencontre amicale face au Real Valladolid CF, entrant en jeu en début de deuxième mi-temps (match nul, 0-0). Le 7 août 2022, il dispute son premier match de Ligue 1 face au RC Lens en entrant en jeu à la 74e minute à la place de Christophe Hérelle. Il provoque un penalty à la 82e minute et permet à son équipe de réduire le score (défaite, 3-2). Le 21 août 2022, il marque son premier but pour le club à l'occasion d'un match de championnat contre Angers SCO (victoire, 1-3).
En deuxième partie de saison 2022-23, il est touché aux ischios lors d'un match contre Montpellier HSC. Alors qu'il est rétabli de sa blessure quelques jours plus tard, il devient remplaçant et fait rarement des entrées en jeu, malgré des présences régulières à l'entraînement. Le Stade brestois parvient tout-de-même à rester en Ligue 1 en terminant la saison à la quatorzième place.

#### Charleroi SC
Le 1er février 2024, afin de retrouver du temps de jeu et de se relancer, Achraf Dari est prêté sans option d'achat au Sporting de Charleroi, en Belgique, pour une durée de six mois.
Le 11 février 2024, soit, dix jours plus tard, pour ses premières minutes sous le maillot carolo, il inscrit son premier but contre le RSC Anderlecht (défaite, 1-3).
Le passage d'Achraf Dari résulte 9 matchs de championnat disputés (dont 8 en tant que titulaire) pour 3 buts inscrits.
De retour en juillet au Stade brestois 29, il dispute la pré-saison 2024-2025 avec le club français.

#### Al Ahly SC
Le 28 août 2024, il s'engage pour quatre saisons à l'Al Ahly SC,.

### Carrière internationale

#### Parcours junior avec le Maroc (2015-2021)

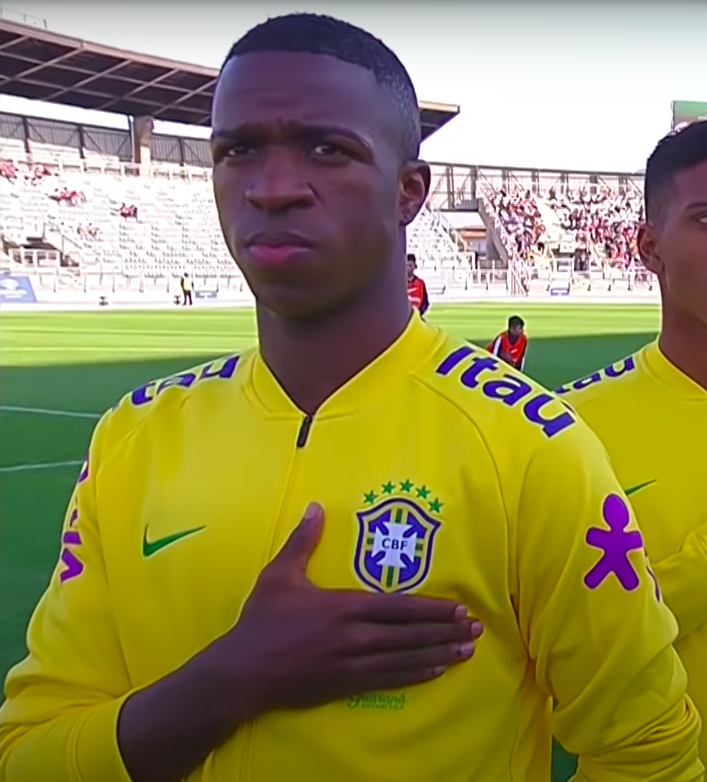
Achraf Dari fait face à Vinícius Júnior lors du tournoi de Montaigu en 2015.

Il participe en 2015 à son premier Tournoi international de Montaigu et hérite du no 5. Le premier match se solde sur une défaite de 3-0 face à la France -16 ans. Lors de ce tournoi, il inscrit son premier but au niveau international avec le Maroc -16 ans le 2 avril 2015 face au Brésil -16 ans de Vinícius Júnior, face auquel il marque un but sur une reprise de demi-volée (match nul, 1-1). Deux jours plus tard, le Maroc bat la Belgique -16 ans de Sebastiaan Bornauw sur le score de un but à zéro. Le Maroc remporte la médaille de Bronze en terminant le tournoi à la troisième place du classement derrière l'Angleterre -16 ans et la France -16 ans.
En juillet 2017, Achraf Dari figure sur la liste des 19 joueurs marocains sélectionnés par Mark Wotte pour les Jeux de la Francophonie de 2017. Il hérite du no 3 dans le poste de la défense centrale marocaine. Le 28 juillet 2017, il dispute la demi-finale de la compétition face à l'équipe de République démocratique du Congo -18 ans (victoire, 1-0). Le 30 juillet 2017, il remporte la compétition sur un match nul de 1-1, après une séance de penaltys victorieuse (7-6) face la Côte d'Ivoire -18 ans au Stade Félix-Houphouët-Boigny d'Abidjan avec la présence de 30 000 spectateurs dans les tribunes. Achraf Dari dispute cette compétition aux côtés de joueurs comme Badr Gaddarine, Sofian Kiyine ou encore Zakaria El Wardi.
Le 10 octobre 2017, il dispute sous Mark Wotte son premier match avec l'équipe du Maroc -20 ans face à l'Italie -20 ans entraînée par Luigi Di Biagio au Stade Paolo-Mazza à Ferrare (défaite, 4-0). Lors de ce match, il est entouré de joueurs comme Youssef En-Nesyri, Noussair Mazraoui ou encore Amine Bassi. Il dispute 90 minutes et écope d'un carton jaune à la 77e minute. En fin mai 2018, il reçoit sa première sélection avec l'équipe du Maroc olympique aux côtés d'Ilias Chair et Saad Agouzoul en disputant 44 minutes dans un poste de milieu défensif face à la Gambie olympique, avant d'écoper un carton rouge juste avant la mi-temps au Stade de l'Indépendance de Banjul (match nul, 0-0).
Peu après la participation de l'équipe première du Maroc en Coupe du monde 2018 en Russie, Achraf Dari est appelé en renfort en octobre 2018 par Hervé Renard pour pallier les absences de Hakim Ziyech et Abdelilah Hafidi. Il participe alors aux préparations pour une double confrontation éliminatoire de la Coupe d'Afrique 2019 face aux Comores, le 13 et 16 octobre 2018. Cependant, Achraf Dari ne fait aucune entrée en jeu, mais découvre la tanière des seniors.
Le 10 septembre 2019, il rate l'opportunité de disputer sa première Coupe d'Afrique olympique et une participation aux Jeux olympiques de Tokyo sous Patrice Beaumelle après une défaite face à l'équipe du Mali olympique. Après un match nul de 1-1 au Grand stade de Marrakech, Achraf Dari, Achraf Hakimi et Hamza Mendyl ne parviennent pas à assurer lors du match retour à Bamako où les Marocains s'inclinent sur le score de un but à zéro.

#### Maroc A' (2021-2022)

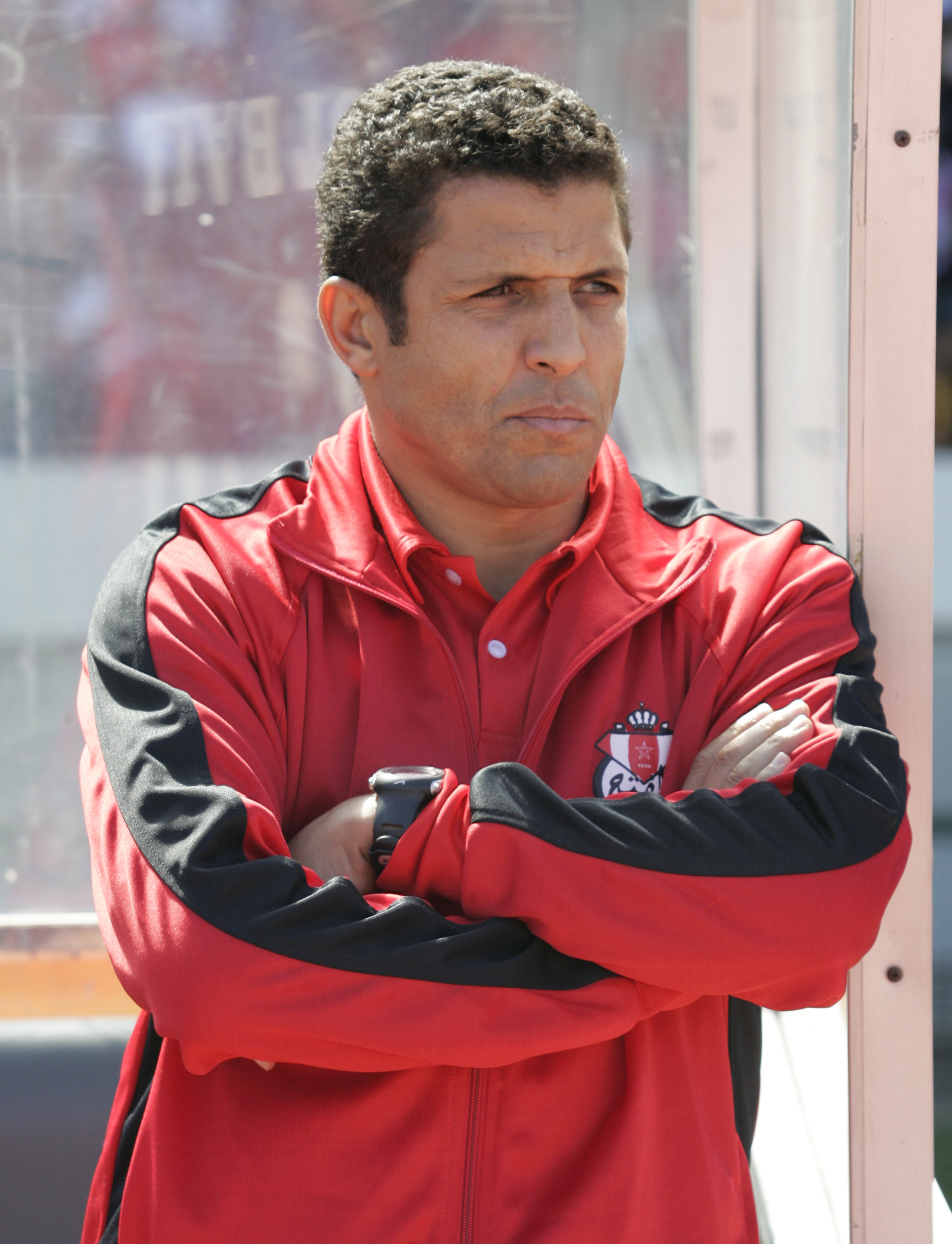
Dari est sélectionné par Houcine Ammouta (ici en 2010) pour la Coupe arabe de la FIFA 2021.

Le 22 novembre 2021, il figure parmi les 23 sélectionnés de Houcine Ammouta pour prendre part à la Coupe arabe de la FIFA 2021. Le 7 décembre 2021, à l'occasion du troisième match de la compétition, il est pour la première fois titularisé face à l'Arabie saoudite (victoire, 1-0). Il atteint les quarts de finale face à l'équipe d'Algérie A' en était défait par les Algériens sur séance de penaltys après la prolongation (match nul, 2-2).
Le 31 mai 2022, il est de nouveau appelé par Houcine Ammouta pour un stage de préparation à Maâmoura. Alors que les locaux s'entraînent au Complexe Mohammed VI, Achraf Dari est appelé par le sélectionneur de l'équipe première Vahid Halilhodžić pour rejoindre la tanière de l'équipe première.

#### Maroc (depuis 2022)
Appelé en renfort le 12 juin 2022 par Vahid Halilhodžić pour compenser une blessure de Nayef Aguerd, Achraf Dari fait ses débuts le 13 juin 2022 en entrant en jeu face au Liberia en remplaçant Romain Saïss à la 46e minute. Il remporte le match sur le score de 0-2 et est quasiment qualifié à la Coupe d'Afrique 2023,.
Le 12 septembre 2022, il reçoit une convocation du nouveau sélectionneur du Maroc Walid Regragui pour un stage de préparation à la Coupe du monde 2022 à Barcelone et Séville pour deux confrontations amicaux, notamment face au Chili et au Paraguay,. Il pallie ainsi la blessure de Nayef Aguerd. Le 23 septembre 2022, à l'occasion du premier match du sélectionneur Walid Regragui face au Chili au Stade Cornellà-El Prat, il est titularisé et dispute 90 minutes, avant que le terrain soit envahit par les supporters après le coup de sifflet final (victoire, 2-0),. Le 27 septembre 2022, à l'occasion du deuxième match de la trêve internationale face au Paraguay, il est titularisé et dispute 90 minutes au Stade Benito-Villamarín (match nul, 0-0). Achraf Dari est félicité pour ses bonnes prestations par le sélectionneur Walid Regragui.
Le 20 octobre 2022, à un mois de la Coupe du monde 2022, Walid Regragui apparaît en interview avec Radio Mars et encense Achraf Dari en déclarant : « La régularité en club est importante. J'ai confiance en Achraf Dari, il connaît mon système. Il apprend le haut niveau et doit retirer ses erreurs de concentration. Il doit s'adapter comme Nayef à l'époque à Dijon FCO. ».
Le 10 novembre 2022, il figure officiellement dans la liste des 26 joueurs sélectionnés par Walid Regragui pour prendre part à la Coupe du monde 2022 au Qatar. Lors des trois matchs de poule face à la Croatie (match nul, 0-0), la Belgique (victoire, 2-0) et le Canada (victoire, 2-1), il ne fait aucune entrée en jeu. Le Maroc est cependant qualifié en huitièmes de finale face à l'Espagne et assure la victoire après une série de tirs au but (3-0). Achraf Dari fait sa première entrée en jeu lors des quarts de finale face au Portugal, entrant en jeu à la 57e minute pour remplacer Romain Saïss, blessé (victoire, 1-0). Lors des demi-finales, il reçoit sa première titularisation face à la France pour former une charnière centrale avec Jawad El Yamiq (défaite, 2-0). Le 17 décembre 2022, il dispute le match de la troisième place face à la Croatie en tant que titulaire aux côtés d'El Yamiq, et inscrit l'unique but marocain à la neuvième minute sur une déviation d'un coup franc tiré par Hakim Ziyech (défaite, 2-1). Le 20 décembre 2022, à l'occasion de son retour du Qatar, il est invité avec ses coéquipiers au Palais royal de Rabat par le roi Mohammed VI, le prince Hassan III et Moulay Rachid pour être officiellement décoré Ordre du Trône, héritant du grade officier,,,.
Le 25 mars 2023, les Marocains font leur retour à domicile et sont accueillis par 65 000 supporters au Stade Ibn-Batouta de Tanger à l'occasion d'un match amical face au Brésil (victoire, 2-1),,. Dari dispute 90 minutes sur le banc. Cette victoire du Maroc entre dans l'histoire et l'équipe du Maroc devient la première équipe arabe de l'histoire à battre le Brésil. Ce match bat également une audience record au sein de la population marocaine locale avec au moins 10 millions de téléspectateurs,.

## Style de jeu
Achraf Dari évolue depuis son plus jeune âge au centre de formation du Wydad AC au poste de défenseur central. Cependant, il peut aussi évoluer au poste de milieu défensif, comme lors de son passage dans les catégories inférieures de l'équipe du Maroc entraînée par Mark Wotte. Après ses débuts professionnels à Casablanca, le jeune  Dari devenant incontournable dans l'axe grâce à ses tacles, sa détermination, sa présence dans les duels et un excellent jeu de tête. Il possède aussi une qualité de passe notable. Sa taille imposante (1m88) lui donne de fait de lui un buteur régulier capable de s'imposer dans les airs.

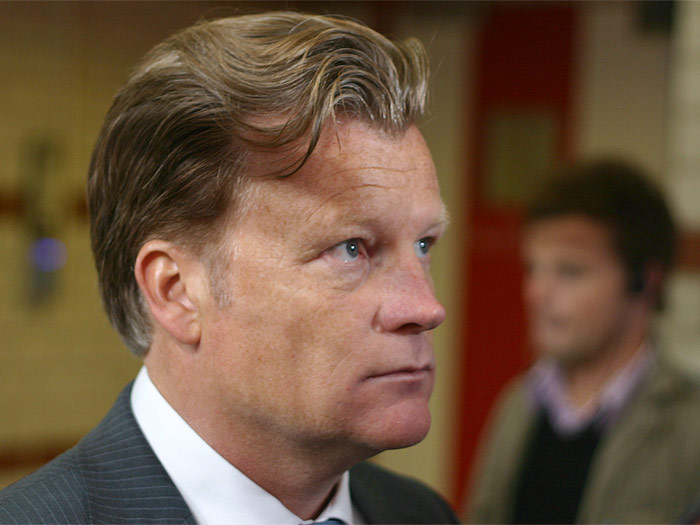
Mark Wotte déniche le talent Dari avec le Maroc -18 ans.

Remarqué pour sa condition physique et sa discipline sur le terrain, il est un exemple de joueur d'équipe, qui opte toujours pour le bien du groupe et ne met jamais ses coéquipiers en difficulté. Il était considéré par l'entraîneur Mark Wotte comme étant le meilleur espoir de sa génération dans le championnat marocain entre les années 2017 et 2020. Dari compense son manque de vitesse par sa force physique et son engagement pour prendre le dessus sur des attaquants plus grands. Lorsque l'occasion se présente, il n'hésite pas à monter en attaque pour apporter le surnombre, plus souvent sur des corners. Achraf Dari est une référence au sein de l'équipe pour son caractère et son leadership, et ce, malgré son très jeune âge lors du parcours impressionnant du Wydad AC en Ligue des champions 2021-2022.
C'est Walid Regragui (son entraîneur en club, ensuite en sélection) qui fait de Dari un défenseur dont le style est plus émancipé que les "verrouilleurs" implacables de l'école italienne, l'entraîneur même, formé par Rudi Garcia. Regragui, comprend vite que Dari possède une bonne résistance physique nécessaire et suffisante pour occuper un poste axial dans la défense. Mais c'est surtout par son regard périphérique et par la précision de ses passes brossées que Dari fait merveille. Il est un défenseur qui s'apparente beaucoup plus aux demis centres de l'époque classique, dispatchers et plaques tournantes autour desquels tourne le jeu de l'équipe entière. De surcroît, Dari n'hésite pas à aller jusqu'au bout de son idée offensive. Il cherche souvent le une-deux avec un partenaire, trouve surtout appui du côté d'Ayman El Hassouni, et parvient ainsi à se frayer indirectement un chemin jusqu'au but adverse.

## Statistiques

### Statistiques détaillées
| Saison                | Club                  | Championnat           | Championnat | Championnat | Coupe(s) nationale(s) | Coupe(s) nationale(s) | Compétition(s) continentale(s) | Compétition(s) continentale(s) | Compétition(s) continentale(s) | Maroc | Maroc | Total | Total |
| Saison                | Club                  | Division              | M.          | B.          | M.                    | B.                    | Comp.                          | M.                             | B.                             | M.    | B.    | M.    | B.    |
| 2017-2018             | WAC                   | Botola Pro            | 3           | 0           | 3                     | 0                     | -                              | -                              | -                              | 0     | 0     | 6     | 0     |
| 2018-2019             | WAC                   | Botola Pro            | 26          | 3           | 1                     | 0                     | C1                             | 13                             | 0                              | 0     | 0     | 40    | 3     |
| 2019-2020             | WAC                   | Botola Pro            | 9           | 0           | 0                     | 0                     | C1                             | 4                              | 0                              | 0     | 0     | 13    | 0     |
| 2020-2021             | WAC                   | Botola Pro            | 26          | 3           | 4                     | 0                     | C1                             | 10                             | 0                              | 0     | 0     | 40    | 3     |
| 2021-2022             | WAC                   | Botola Pro            | 26          | 2           | 2                     | 0                     | C1                             | 13                             | 3                              | 1     | 0     | 42    | 5     |
| Sous-total            | Sous-total            | Sous-total            | 90          | 8           | 10                    | 0                     | -                              | 40                             | 3                              | 1     | 0     | 141   | 11    |
| 2022-2023             | Stade brestois 29     | Ligue 1               | 18          | 1           | 2                     | 0                     | -                              | -                              | -                              | 5     | 1     | 25    | 2     |
| 2023-2024             | Stade brestois 29     | Ligue 1               | 4           | 0           | -                     | -                     | -                              | -                              | -                              | -     | -     | 4     | 0     |
| Sous-total            | Sous-total            | Sous-total            | 22          | 1           | 2                     | 0                     | -                              | -                              | -                              | 5     | 1     | 29    | 2     |
| 2023-2024             | RCS Charleroi         | JPL                   | 1           | 1           | -                     | -                     | -                              | -                              | -                              | -     | -     | 1     | 1     |
| Total sur la carrière | Total sur la carrière | Total sur la carrière | 113         | 10          | 12                    | 0                     | -                              | 40                             | 3                              | 6     | 1     | 171   | 14    |

## Palmarès
Formé au Wydad AC, Achraf Dari atteint en 2018 la deuxième place du championnat marocain. En 2019, il remporte pour la première fois le championnat et atteint la finale de la Ligue des champions de la CAF. En 2020, il est de nouveau vice-champion du Maroc et en 2021, il remporte pour la deuxième fois le championnat et atteint la finale de la Coupe du Maroc. En 2022, sous Walid Regragui, il réalise presque un triplé en remportant le championnat marocain, la Ligue des champions de la CAF, mais atteignant la finale de la Coupe du Trône face à la RS Berkane. Il remporte en fin de saison le prix du meilleur défenseur de la Ligue des champions et figure parmi l'équipe type de la Botola Pro. Il est également nommé au CAF Awards pour le prix du joueur interclubs de l'an 2022.
| Wydad AC (4) : | Al Ahly SC (2) : | Maroc -20 ans (1) :                               | Distinctions personnelles |
| --- | --- | ------------------------------------------------- | --- |
| - Botola Pro (3): - Champion : 2019, 2021 et 2022 - Vice-champion : 2018 et 2020 - Coupe du Maroc - Finaliste : 2021 - Ligue des champions de la CAF (1): - Vainqueur : 2022 - Finaliste : 2019 | - Supercoupe d'Égypte (1): - Vainqueur : 2024 - Supercoupe de la CAF - Finaliste : 2024 - Championnat d'Égypte (1) : - Champion : 2025 | - Jeux de la Francophonie (1): - Vainqueur : 2017 | - Vainqueur du prix du meilleur défenseur de la Ligue des champions en 2022 ; - Membre de l'équipe type de la saison 2021-22 de la Botola Pro ; - Nommé dans le top 3 par CAF Awards pour le prix du joueur interclubs de l'année en 2022. - Meilleur joueur du mois d'avril du Charleroi SC en 2024 |

## Décorations
- Officier de l'ordre du Trône — Le 20 décembre 2022, il est décoré officier de l'ordre du Wissam al-Arch[65] — ordre du Trône[66] — par le roi Mohammed VI au Palais royal de Rabat.